# Candice Dupree
Pour les articles homonymes, voir Dupree (homonymie).
Candice Dupree (née le 16 août 1984 à Oklahoma City, Oklahoma) est une joueuse et entraîneuse américaine de basket-ball. Elle joue aux postes d'ailier et pivot. Elle mesure 1,88 m.

## Biographie
Dupree grandit dans la baie de Tampa en Floride. Elle est diplômée de l'université Temple en 2006.

### WNBA
Dupree est sélectionnée au sixième rang de la draft 2006 par le Sky de Chicago où elle passe quatre saisons. Dès son année rookie, elle est nommée dans l'équipe de la Conférence Est du WNBA All-Star Game, ainsi que dans sa deuxième saison. 
Elle participe au Shooting Stars Competition, compétition se déroulant lors du NBA All-Star Week-end et mettant aux prises des équipes composées d'un joueur NBA en activité, une joueuse WNBA en activité et un joueur NBA en retraite, à deux reprises en 2007 et 2008. 
Elle est élue dans le cinq de départ de la Conférence Est pour le WNBA All-Star Game 2009, le troisième de sa carrière après 2006 et 2007. Elle est la meilleure réalisatrice du Sky en 2009 avec 15,7 points par rencontre (11e de la ligue), complétés par 7,3 rebonds.  
Au printemps 2010, elle est transférée dans le cadre d'une transaction implantant trois équipes : elle quitte Chicago pour rejoindre Phoenix, Cappie Pondexter et Kelly Mazzante quittent l'Arizona pour rejoindre New York (qui récupère également un second tour de draft du Sky), Shameka Christon et Cathrine Kraayeveld faisant leurs valises de New York pour Chicago. Voulant être membre d'une équipe qui joue le titre alors que le Sky n'avait pas atteint les play-offs, elle déclare : « Les fans, la ville et mes coéquipières vont me manquer. mais comme joueuse, je n'étais pas contente à Chicago. Je n'étais pas heureuse.Il était temps de partir et j'étais volontaire pour le transfert. ». 
En 2014, ses statistiques sont de 14,5 points et 7,6 rebonds alors que le Mercury détient le meilleur bilan de la saison. Elle annonce la prolongation de son contrat dès avant les play-offs. En finales WNBA, Candice Dupree affronte son ancienne équipe du Sky, qui joue la troisième manche dans leur ancienne salle de l'UIC Pavilion - celle où Dupree jouait avec le Sky - au lieu de l'habituelle  Allstate Arena : « Bien que nous ayions souvent connu la défaite [avec le Sky], nous avons pris beaucoup de plaisir sur et en dehors du terrain. Chicago est une ville où il fait bon jouer. Je trouve assez ironique de revenir ici et de potentiellement gagner un championnat dans la même salle. » Elle remporte avec le Mercury le titre WNBA 2014 face au Sky de Chicago par trois victoires à zéro.
Sous ses nouvelles couleurs du Fever de l'Indiana, Candice Dupree réussit son meilleur total de la saison (31 points) face au Lynx du Minnesota équipe alors leader de la WNBA avec 20 victoires pour 2 défaites.
Elle commence la saison WNBA 2021 au Storm de Seattle, mais l'émergence de la jeune Ezi Magbegor la conduit à rompre son contrat et s'engager peu après avec le Dream d'Atlanta. Elle prend sa retraite à la fin de la saison.

### Europe
Dupree joue également en Europe, en Pologne, au TS Wisła Can-Pack Kraków, avec qui elle remporta le titre de champion de Pologne 2008 et le trophée de MVP des finales, et avec qui elle évolue toujours durant l'intersaison 2008-2009 de la WNBA. 
En 2009, elle joue en Slovaquie pour Good Angels Košice. En Euroligue, elle est la meilleure rebondeuse (11,0 prises par rencontre) et la troisième scoreuse (18,9 points avec une adresse de 49,6 %) qui lui permet d'obtenir une sélection pour le All-Star Game de l'Euroligue Women, où elle inscrit 11 points et 9 rebonds en 23 minutes.

### Carrière d'entraîneuse
Après sa carrière de joueuse, Dupree suit une formation d'entraîneuse spécifique aux anciens joueurs. En septembre 2022, Dupree est recrutée comme entraîneuse par les Spurs de San Antonio en NBA, elle devient une des adjointes de Gregg Popovich.

### Équipe nationale
Elle remporte la médaille d’or du Championnat du monde 2010.
Figurant dans la présélection américaine championnat du monde 2014 puis est retenue dans la sélection finale.

### Vie privée
Elle épouse en 2016 sa compagne et coéquipière DeWanna Bonner.
En 2017, elles annoncent attendre leur premier enfant. Il s'agit de deux jumeaux.

## Palmarès
- Championne WNBA 2014[8].
- Médaille d’or du Championnat du monde 2010
- Médaille d’or du Championnat du monde 2014

## Distinctions personnelles
- WNBA All-Rookie Team 2006 [15]
- Sélection aux WNBA All-Star Game 2006, 2007, 2009, 2014[16], 2015[17], 2017[18] et 2019[19].
- Sélection USA pour de la rencontre The Stars at the Sun en 2010[20]
- Participation au FIBA All-Star Game 2010 : 11 points et 9 rebonds